# Parolamia rudis
Parolamia rudis là một loài bọ cánh cứng trong họ Cerambycidae.